# Siège de Laval (1428)
Batailles
Le siège de Laval de 1428 est effectué par les troupes anglaises qui parviennent à entrer dans la ville.

## Préambule
Des lettres de Jean de Lancastre, comte anglais de l'Anjou et du Maine, venaient, le 1er mars 1428, de concéder les baronnie, terre, seigneurie, justice, cens, rentes et autres possessions de Laval-Guyon (détenues par Anne de Laval) à John Talbot, comte de Shrewsbury et de Waterford.

## Circonstances
John Talbot parvient, le 13 mars 1428 d'eschèles, par faute de guet et de garde, à s'emparer de la ville.
André de Lohéac s'enferme dans le château de Laval, où il croit pouvoir tenir assez longtemps pour permettre aux Français de venir reprendre la ville ; mais il ne peut s'y maintenir plus de trois jours. La capitulation est signée le 16 mars par Jean II de la Chapelle et Jean II des Vaux, moyennant une rançon de seize mille écus d'or. Ils se rendirent enfin aux Anglais et n'emportèrent que leurs épées et leurs habits. Les deux capitaines traitèrent avec Talbot en qualité de procureurs de Jeanne de Laval et d'Anne de Laval.
Au dire de la Chronique de Guillaume Cousinot de Montreuil, il y avoit moult de richesses dedans Laval, que les Anglais pillèrent et firent tout ce qu'ennemis pouvoient faire.
La ville a été prise de force et mise à sac. Le sort du château et de sa garnison est fixé par la capitulation.
Selon la tradition, la rançon aurait été de 25 000 écus pour la personne d'André de Lohéac et de 16 000 écus pour le reste de la garnison.

## La rançon
Cette rançon est payée par Anne de Laval, sa mère, Guy XIV de Laval, son frère, Jeanne de Laval, sa grand-mère et plusieurs de ses compagnons . Au printemps 1428, Gilles de Rais participe à hauteur de mille écus d'or au paiement de l'énorme rançon de son cousin, André de Lohéac. En la personne de Guy XIV, Anne et Jeanne, respectivement frère, mère et grand-mère du jeune captif, la famille de Laval s'engage à rembourser les « très chiers et amés cousins et grands amis » qui ont contribué à délivrer le seigneur de Lohéac,.
Un acte du 19 juin 1428 indique l'aide qui fut apportée pour le paiement de la rançon :
- On y constate que Jean de Craon, seigneur de la Suze, venait de délivrer à Talbot un engagement cautionnant pour deux mille écus le paiement du solde de la rançon d'André de Lohéac.
- Cinq seigneurs s'engagèrent pour mille écus chacun :
  - Gilles de Rais, seigneur de Retz ;
  - Jean Ier de Beaumanoir-Lavardin, époux de Marie Riboul, seigneur d'Assé et de Lavardin ;
  - Pierre d'Anjou, seigneur de la Roche-Talbot ;
  - Jean Fournier, juge ordinaire de l'Anjou et du Maine ;
- Quatre  autres, pour cinq cents écus chacun :
  - Jean V de Bueil, seigneur de Château-l'Hermitage et futur amiral de France ;
  - le sire de la Tour-Landry ;
  - Beaudouin de Champagne, sire de Tucé ;
  - Bertrand de Beauvau, baron de Pressigny et seigneur de Sillé-le-Guillaume, un des héros de la bataille de Baugé.

En trois mois, la famille de Laval étant parvenue à payer à John Talbot une grosse partie de la somme due. Dans la première quinzaine de juin, ce dernier, accepte pour les 8000 écus du solde des scellés. André de Lohéac se trouve alors libre de reprendre les armes vers le milieu de juin.

## Reprise
Laval est repris par les Français l'année suivante lors d'un nouveau siège.
L'an mil quatre cent vingt-sept
Faute d'avoir fait bon guet,
Les Anglois, de nuit subtile,
Prirent cette noble ville.
Le vingt-cinquième de septembre
L'an mil quatre cent vingt et neuf
Fut pris Laval comme remembre,
Sur l'Anglois entre huit et neuf.